# Asociación Inglesa de Fútbol Femenino
La Asociación Inglesa de Fútbol Femenino (en inglés: Women's Football Association, lit. 'Asociación de Fútbol Femenino', o WFA por sus siglas en inglés) era el organismo rector del fútbol femenino en Inglaterra. Se formó en 1969 y se disolvió en 1993, ya que la responsabilidad de supervisar todos los aspectos del fútbol femenino en Inglaterra pasó a la Asociación Inglesa de Fútbol.

## Historia
El 1 de noviembre de 1969, representantes de 44 clubes asistieron a la reunión inaugural en Caxton Hall en Londres. Seis meses después, siete Ligas regionales estuvieron representadas en la primera junta general de accionistas. Pat Dunn fue inicialmente elegida presidenta de la recién formada Asociación Inglesa de Fútbol Femenino (WFA), pero su mandato fue breve: rápidamente se le pidió que renunciara a favor de un hombre, Pat Gwynne, preferido por la Asociación Inglesa de Fútbol (Masculino) (FA por su nombre en inglés Fooball Association). Sin embargo, Dunn se desempeñó como vicepresidente de 1969 a 1971 y de 1972 a 1973.
El primer secretario fue Arthur Hobbs, quien fue uno de los miembros fundadores de la Asociación Inglesa de Fútbol Femenino; tuvo que dejar el cargo en 1972 por problemas de salud; fue sucedido por Patricia Gregory (1972-1982). En 1971, bajo la presión de la UEFA, la FA anuló la prohibición de que las mujeres jugaran al fútbol en los campos de sus clubes miembros. También ese año, la WFA celebró la primera copa nacional eliminatoria; el Mitre Trophy, que se convirtió en la Women's FA Cup. Al año siguiente, la WFA lanzó un equipo nacional oficial de Inglaterra, que venció a Escocia por 3-2 en Greenock.
En 1983, la WFA se afilió a la FA sobre la misma base que las Asociaciones de Fútbol del Condado. La WFA estableció una Liga Nacional de 24 clubes en 1991.
En junio de 1993, la WFA dejó de existir cuando se transfirió el poder a la FA. La Women's FA Cup de 1993-94 fue la primera que se llevó a cabo bajo el control directo de la FA, mientras que la estructura de la liga fue asumida y renombrada en 1994-95. Se pretendía que los recursos y la experiencia de la FA aprovecharan los mayores niveles de participación y detuvieran el declive de la fortuna de la selección nacional femenina.
La actuación posterior de la FA no obtuvo la aprobación universal. Linda Whitehead, secretaria de la WFA durante 13 años antes del cambio, dijo sobre la FA: «Muchas personas se sintieron muy amargadas. No era lo que querían hacer, era la forma en que lo hicieron, simplemente nos pisotearon». En diciembre de 1994, el técnico de Arsenal Ladies, Vic Akers, se lamentó: «Ellos [la FA] han estado a cargo durante 18 meses y hablan de un plan de desarrollo. Pero todavía no he escuchado una sola palabra sobre lo que realmente pretenden hacer».
Un informe del Departamento de Cultura, Medios de Comunicación y Deporte de 2006 sobre el fútbol femenino concluyó que la FA había tenido un gran éxito en el desarrollo y la promoción del fútbol femenino en Inglaterra. Sue Lopez señaló que antes de 1993, la WFA solo brindaba «poco apoyo», y que los niveles de participación se habían estancado entre 1976 y 1991. Jean Williams informó que la WFA había sido un «paraguas bastante agujereado», particularmente después de 1985, cuando la falta de recursos se vio agravada por las luchas internas. Kelly Simmons, directora de fútbol femenino de la FA, afirmó que «la WFA hizo un trabajo brillante como organización voluntaria, pero la cantidad de recursos humanos y financieros que la FA pudo poner detrás del fútbol femenino fue un cambio importante».

## Legado
El Archivo de la Asociación Femenina de Fútbol se encuentra en la British Library. Se puede acceder a los documentos a través del catálogo de la British Library, aunque muchos están embargados hasta 2084.